# 中南路 (武汉市)
中南路，武汉市的主要街道之一，位于武昌区，是武汉内环线的组成部分。中南路大致为南北走向，南起付家坡丁字路口，北止洪山广场，全长2公里。在1984年之前，中南路沿街单位几乎全部都是政府机关、科研机构等（包括原武汉军区司令部大院、原湖北省石化厅、湖北省水利厅、湖北省建设委员会（后称建设厅）、中南建筑设计院、湖北省建筑科研所、湖北省勘察设计院等）。1984年1月1日，中南商业大楼的开张，极大地促进了中南路的发展。到1990年左右，中南路已经发展成为具有相当规模的商业街，沿街单位纷纷将临街建筑改为门面出租，中南路已经取代解放路成为武昌地区最繁华的街道。同时，中南路在武汉市交通领域内的地位也不断上升，是该市目前车流量最大的街道之一。

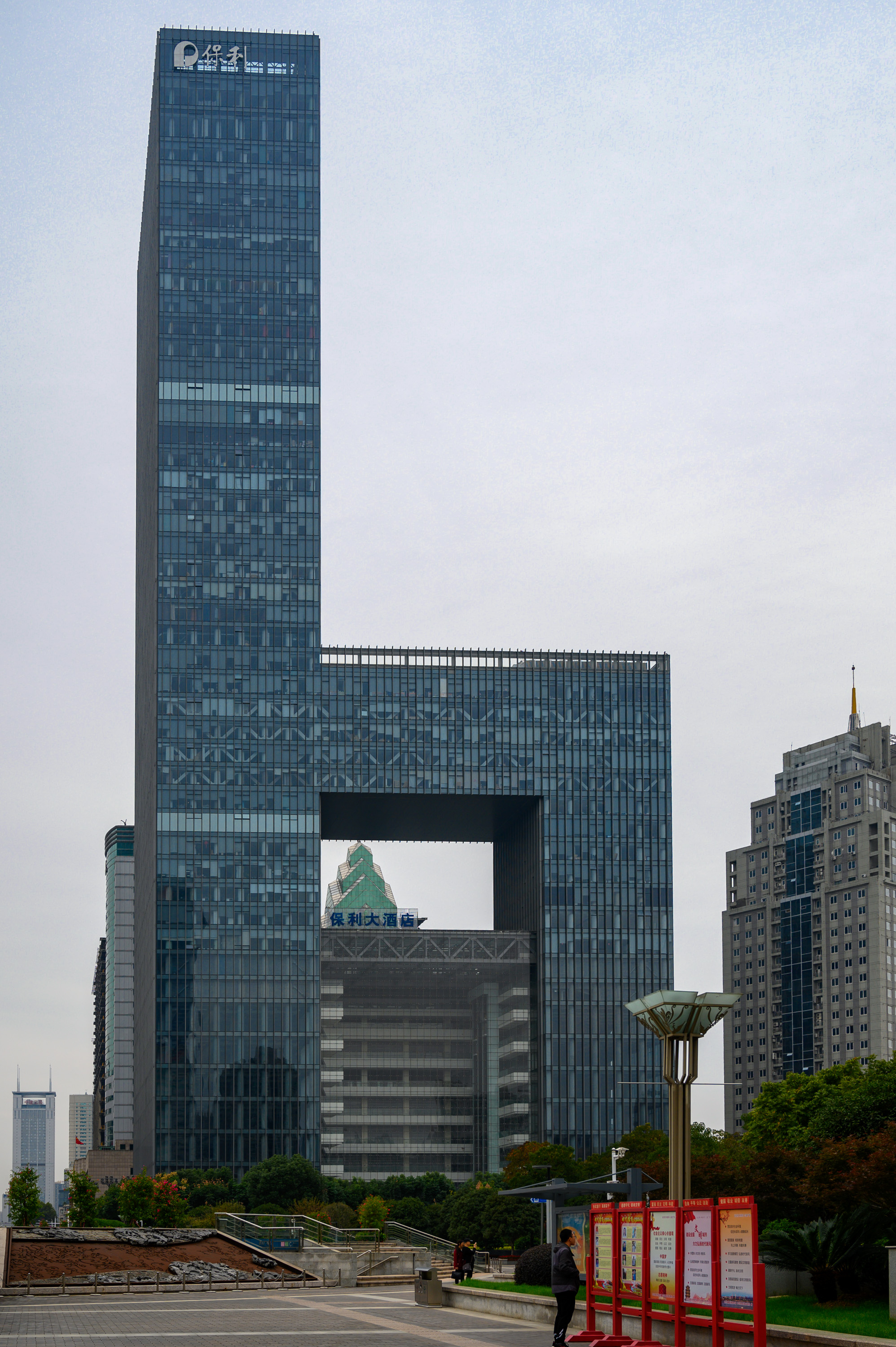
保利广场
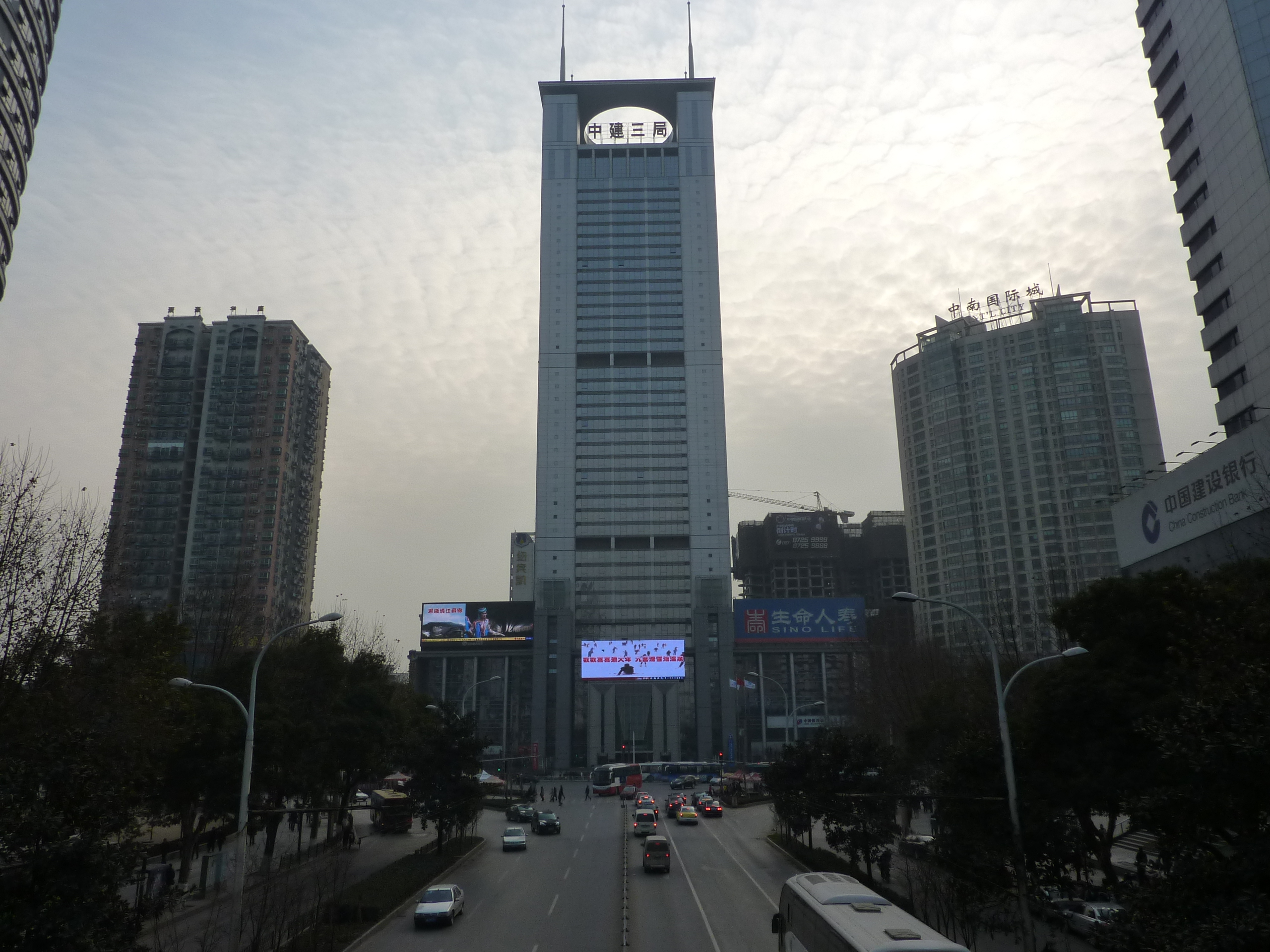
新时代商务中心